# Roser Valentí
Maria Roser Valentí (*  in Manresa, Katalonien) ist eine spanisch-katalanische theoretische Festkörperphysikerin und Hochschullehrerin, die an der Goethe-Universität Frankfurt lehrt und forscht.

## Leben
Valentí studierte Physik an der Universität Barcelona (Diplom 1987 mit Auszeichnung). 1989 wurde sie dort ebenfalls mit Auszeichnung mit einer Dissertation in theoretischer Festkörperphysik promoviert. Nach Forschungsaufenthalten an der University of Florida (im Rahmen des Fulbright-Programms), der Universität Dortmund, wo sie sich habilitierte, sowie an der Universität des Saarlands wurde sie 2003 auf eine Professur in theoretischer Festkörperphysik an die Goethe-Universität berufen. Von 2009 bis 2012 war Valentí Vizepräsidentin der Goethe-Universität.
Sie ist seit 1999 mit Claudius Gros verheiratet. Das Paar hat drei gemeinsame Kinder.

## Wissenschaftliche Interessen
Innerhalb der theoretischen Festkörperphysik hat Valentí unter anderem Beiträge zur Supraleitung, zum frustrierten Magnetismus und zu topologischen Isolatoren verfasst. Dafür verwendet Valentí nicht nur den Greens Formalismus, sondern auch computerbasierte Methoden wie Dichtefunktionaltheorie, exakte Diagonalisierung oder Machine Learning. Während der COVID-19-Pandemie veröffentlichte Valentí Forschungsergebnisse zur Effektivität von Social Distancing und über den Einfluss lokaler Gegebenheiten auf die Anzahl der Todesopfer.

## Mitgliedschaften und Preise
- Fellow der American Physical Society[12]
- Michael und Biserka Baum Preis[1]
- Fulbright Fellowship[1]
- Sprecherin des Sonderforschungsbereiches „Elastisches Tuning und elastische Reaktion elektronischer Quantenphasen der Materie“ (ELASTO-Q-MAT)[13]
- Sprecherin des deutsch-österreichisch-schweizerischen Forschungsverbundes „Quantitative Spatio-Temporal Model-Building for Correlated Electronic Matter“ (QUAST - for5249)[14]
- Mitglied des DFG Fachkollegiums „Theoretische Physik der Kondensierten Materie“[15]
- 2022 Stefan Lyson-Laureatus-Professur[16]
- 2022 Korrespondierendes Mitglied der Niedersächsischen Akademie der Wissenschaften zu Göttingen[17]

## Publikationen (Auswahl)
- Stephen M. Winter, Kira Riedl, David Kaib, Radu Coldea, Roser Valentí: Probing α−RuCl3 Beyond Magnetic Order: Effects of Temperature and Magnetic Field. In: Physical Review Letters. Band 120, 2018, S. 077203, doi:10.1103/PhysRevLett.120.077203, arxiv:1707.08144.
- Stephen M. Winter, Kira Riedl, Pavel A. Maksimov, Alexander L. Chernyshev, Andreas Honecker, Roser Valentí: Breakdown of Magnons in a Strongly Spin-Orbital Coupled Magnet. In: Nature Communications. Band 8, 2017, S. 1152, doi:10.1038/s41467-017-01177-0, arxiv:1702.08466.
- Daniel Guterding, Sandra Diehl, Michaela Altmeyer, Torsten Methfessel, Ulrich Tutsch, Harald Schubert,  Michael Lang, Jens Müller, Michael Huth, Harald O. Jeschke, Roser Valentí, Martin Jourdan, Hans-Joachim Elmers: Evidence for eight node mixed-symmetry superconductivity in a correlated organic metal. In: Physical Review Letters. Band 116, 2016, S. 237001, doi:10.1103/PhysRevLett.116.237001, arxiv:1510.09209.